# دنیس ویرکلر
دنیس ویرکلر (انگلیسی: Dennis Virkler؛ زادهٔ نوامبر ۱۹۴۱) تدوین‌گر اهل ایالات متحده آمریکا است.
وی تا کنون دو مرتبه نامرد دریافت جایزه اسکار بهترین تدوین شده‌است و یکی از اعضای «تدوین‌گران فیلم آمریکا» است.
از فیلم‌هایی که وی در آن‌ها نقش داشته‌است، می‌توان به زانادو، روز استقلال، پارک گورکی، معجزه، هیچ‌کس احمق نیست، سوگلی، شکار برای اکتبر سرخ، فریجک، تحت محاصره، فراری، فقط قوی باش، بتمن برای همیشه، متعلق به شیطان، قتلی بی‌نقص، سیزدهمین سلحشور، ماجراهای راکی و بولوینکل، تلفات جانبی، بی‌باک، سرگذشت ریدیک، در درون دریا، مه، نگهبان، هالووین، بانکوک خطرناک، مرد گرگ‌نما، کوسه شب و ستوان عثمانی اشاره نمود.